# عباس بن احنف
عباس بن احنف (؟ -۸۱۳م) متولد بغداد (نسب:ابوالفضل عباس بن احنف بن أسود بن طلحه یمامی نجدی) شاعر و غزل سرای عرب بود که غزل‌های عاشقانه به سبک آرمانی خلق کرد. او را زیبارو، فصیح زبان، خوش‌گو و مرفه ذکر کرده‌اند. هیچ درهمی نزد خود نمی‌گذاشت.